# Jonas Vytautas Žukas
Jonas Vytautas Žukas (ur. 11 czerwca 1962 w Kownie) – litewski generał porucznik, dowódca Litewskich Sił Zbrojnych w latach 2014–2019.

## Życiorys
W 1990 wstąpił do litewskiej armii, a w 1991 ukończył naukę na Uniwersytecie Wileńskim. Od 1992 do 1994 odbywał staż w Führungsakademie der Bundeswehr, a w latach 2006–2007 w NATO Defense College. W latach 2008–2012 dowódca Lietuvos kariuomenės Sausumos pajėgos. Był dowódcą Litewskich Sił Zbrojnych w latach 2014–2019 (zastąpił go Valdemaras Rupšys, a od 2019 był głównym doradcą do spraw bezpieczeństwa prezydenta. W 2020 zrezygnał z tej funkcji i przeszedł na emeryturę.
Nagrodzony Medalem Pamiątkowym 13 Stycznia, Medalem Ochotników Założycieli Wojska Litewskiego, Krzyżem Kawalerskim Orderu Krzyża Pogoni, Medalem Niepodległości Litwy, Wielkim Krzyżem Komandorskim Orderu Krzyża Pogoni, Wojskowym Krzyżem Zasługi, Wielki Krzyż Komandorski Orderu Gwiazdy Polarnej i Wielkim Krzyżem Komandorskim Orderu Westharda.